# Sluse
 Denne artikel bør gennemlæses af en person med fagkendskab for at sikre den faglige korrekthed.

En sluse er et bygningsværk i en å, elv, flod eller kanal, som er indrettet til at hæve og sænke både og andre fartøjer fra et vandniveau til et andet, hvorved disse kan forcere højdedrag, mindre vandfald og dæmninger uden at måtte benytte lange omveje, tunneller eller akvædukter. Navnet stammer fra det hollandske ord sluiss, der betyder "lukke".
Nutidens slusesystem antages at være opfundet i Europa i middelalderen. De tidligste sluser opstod dog som følge af, at man havde dæmmet floder op for at gøre dem dybe nok til bådfart. Floderne ville da bestå af dybt vand i forskellige niveauer. Ved dæmningerne måtte bådene hæves eller sænkes. Primitive slusesystemer, der blandt andet blev brugt i Kina, bestod ganske enkelt af en port i dæmningen, som blev åbnet en kort stund, mens båden ved hjælp af reb blev trukket op eller ned. Metoden var imidlertid farlig, og mange både gik tabt ved operationen på grund af den stærke strøm, som opstod, når man åbnede portene.
Et problem med sluser i kanaler er, at den øvre del af kanalen mister vand, når vandet slippes ud i den nedre del. Man må sørge for, at kanalen fyldes i samme hastighed, som den tømmes. Ofte gøres dette ved tilløb fra åer eller floder, men andre steder pumpes vandet fra den nedre del af en sluse op i den øvre. Enkelte sluser opererer ved, at de gemmer vandet, som tømmes ud ved sænkning, og pumper det ind igen ved hævning. Nogle sluser bruger derved næsten ikke noget vand fra den øvre del af kanalen.
Sluser bygges af træ, murværk, beton, jernbeton eller kombinationer af disse materialer. Slusens gennemstrømningsprofil er i reglen rektangulært, men andre tværsnitsformer er ikke ualmindelige; efter deres natur kan sluser være åbne for oven eller overdækket. Sluser forsynes ved begge ender med fløje, som dels tjener til på passende måde at lede vandet ind i eller bort fra denne, dels tjener som begrænsning for den ved siderne liggende jord. For begge ender af slusen og ofte tillige under dens lukker rammes, når bundforholdene tillader det, spunsvægge, som skal forhindre, at vandet skærer sig vej under slusens bund. Da vandstandsforskelle optræder eller fremkaldes i mange forskellige tilfælde og i mange forskelligt øjemed, vil slusers nærmere indretning og konstruktion ligesom også deres benævnelse rette sig efter anvendelsen.
Verdens største sluse er Berendrecht-slusen i Antwerpen, Belgien. Den er 500 meter lang, 68 meter bred og har fire porte, så man kan spare vand ved kun at benytte nogle dele af slusens længde, når dette er tilstrækkeligt.

## Typer
Efter det formål, sluser skal tjene, kan de indordnes under følgende 4 hovedgrupper:
1. Sluser, hvis formål er at regulere en vandstrøm (reguleringssluser);
2. Sluser, hvis formål er at tilstede vandets gennemstrømning i een retning, men hindre vandbevægelse i modsat retning (afvandingssluser og havnesluser);
3. Sluser, hvis formål er at tilstede såvel som afbryde vandbevægelse i begge retninger (skyllesluser);
4. Sluser, hvis formål er at føre Skibe fra et niveau til et andet (Skibsfartssluser).[1]

### Reguleringssluser
Reguleringssluser benyttes, hvor vand fra vandløb eller søer skal anvendes til byers, møllers, fabrikkers, skibsfartskanalers vandforsyning, til vanding af dyrket areal med mere, idet sluser da anbringes i den kanal eller ledning, der fører vandet til forbrugsstedet; den benævnes i dette tilfælde hyppig indledningssluse. Endvidere benyttes reguleringssluser, hvor det tilførte vand skal tilbageholdes i nogen tid, før det afledes; således ved visse vandingsmetoder, hvor vandingsarealet henstår oversvømmet i nogen tid (rismarker), og ved arealer, som søges forhøjede ved, at der ind over dem ledes plumret vand, hvis opslæmmede bestanddele ved henstand bundfældes (kolmation). Reguleringsslusen benævnes i dette tilfælde afledningssluse.
Er det nødvendigt af hensyn til en af ovennævnte anvendelser eller af hensyn til vandløbets kanalisation at opstemme dette, bygges der tværs over vandløbet en dæmning eller mur (stemmeværk), oven for hvilken vandet opstemmes; dog må denne opstemning af hensyn til de til vandløbets bredder stødende arealer ikke vokse ud over en vis fastsat højde (flodemål), og for at kunne regulere vandstanden oven for stemmeværket, således at dette krav fyldestgøres, må vandløbets overflødige vandmængde (frivandet), hidrørende fra den stadige tilstrømning, skaffes udløb gennem dæmningen. Dette sker ved en reguleringssluse (frislusen eller den bevægelige del af stemmeværket). Er opstuvningshøjden stor, hvad den fx er, hvor vandløb opstemmes for at danne reservoirer, vil man i dæmningen foruden den sluse, der tjener som indledningssluse, ofte anbringe 2 reguleringssluser, en øvre (frisluse) og en nedre, anbragt på reservoirets dybeste sted for at kunne udtømme dette (grundsluse). Reguleringssluser er endvidere anvendte til regulering af strømmes styrke. Reguleringssluser består af een eller flere ved siden af hinanden anbragte åbninger, hyppigst af rektangulær form, i hvilke findes anbragt lukker, der kan manøvreres på en sådan måde, at man efter ønske kan lukke eller åbne mere eller mindre for vandets passage. De kan efter omstændighederne være åbne foroven eller overdækkede, det sidste, hvis de ligger dybt (grundsluse); når de er åbne foroven, fører der så godt som altid en bro over slusen, fra hvilken lukkerne manøvreres, og hvis størrelse afhænger af den trafik, der kan ventes over slusen. Reguleringsslusernes lukker er ved mindre sluser i reglen altid stigbord; ved større reguleringssluser anvendes dog hyppigst andre konstruktioner af lukker, så som stemmebjælker, nåle, tavler, klapper, jalousier og så videre.

### Afvandingssluser
Afvandingssluse er en i et dige eller en dæmning opført sluse, hvis lukker er indrettede og manøvreres således, at slusen tilsteder fri udstrømning for det fra inddigningen eller inddæmningen afløbende vand, så længe vandstanden udenfor er tilstrækkelig lav, men afspærrer for det uden for diget eller dæmningen værende vand, når dettes stand bliver højere end vandstanden inden for diget eller dæmningen. Ved en sådan intensiv naturlig afvanding opnås en sænkning af vandspejlet (grundvandstanden) inden for diget eller dæmningen. Afvandingssluserne er hyppig overdækkede, men kan også være åbne foroven, hvilket sidste altid finder sted, når de tillige benyttes til gennemsejling af skibe. Lukkerne kan være stigbord, men er hyppigst, særlig ved sluser i sødiger, selvbevægelige (klapper eller porte), idet de er indrettede således, at de automatisk lukkes, når vandstanden udenfor stiger over vandstanden indenfor, og åbnes, når det omvendte finder sted. Klapper er rektangulære tavler af træ eller jern, anbragte ved slusens ydre ende og ophængte ved charniers eller korte kæder, således at de bliver drejelige om en vandret akse, som ligger noget over klappens øvre rand. Portene er ligeledes rektangulære; de adskiller sig fra klapperne ved at være drejelige om en lodret akse ved den mod slusens sidevæg vendende side af porten. Portene, der udføres af træ eller jern, er oftest dobbelte, således at lukket består af 2 porte (portpar). slusen lukkes ved, at portene, som følge af det udvendige vandtryk, slår mod hinanden, og åbnes, når vandtrykket på indersiden har overvægten; i den lukkede stilling ligger portene dog ikke i samme plan, men de to portplaner danner en vinkel med hinanden, hvis størrelse ikke gerne gøres større end 172°. Er slusen overdækket, får portene anslag (tærskel) både foroven og forneden; men er slusen åben foroven, kan portene kun have anslag ved bunden (tærskel), og skaffes da fornøden støtte mod vandtrykket, ved at de i lukket tilstand stemmer mod hinanden. Porte af denne art benævnes stemmeporte, og de indrettes således, at de i lukket stilling danner en vinkel på ca 143° med hinanden.

### Havnesluser
Havnesluser benyttes til afspærring af et dokbassin fra den udenfor liggende forhavn, i hvilken vandstanden varierer med tidevandet, mens den i dokbassinet i almindelighed holdes i højde med almindelig højvande. Dokbassinet kan kun besejles ved højvande, ved hvilken vandstand havneslusen er åben; den lukkes, så snart vandstanden i forhavnen er faldet til den højde, vandstanden i dokbassinet skal holdes i. Da skibene for at komme ind i og ud af dokbassinet skal bringes gennem slusen, må denne være åben foroven. Lukket for havnesluser er i reglen stemmeporte, der åbnes mod dokbassinet, eller skydeporte, porte, som i lukkestillingen støtter mod anslag, så vel i slusens bund som ved dens to sider, og som åbnes ved at skydes til siden ind i en i den ene slusevæg anbragt fordybning, portnichen. Skydeporte udføres i reglen af jern (sjældnere af træ) og bygges oftest i form af parallel-lopipediske pontoner, ballastede så stærkt, at de bliver tilstrækkelig tunge. Skydeportene bevæger sig enten på ruller eller hjul, som løber på et par tværs over slusens bund ind i portnichen førte skinner (rulleport), eller de glider under bevægelsen direkte på et par i skinnernes sted anbragte baner af fint huggede granitsten (glideport). Portens manøvrering iværksættes hyppigst ved kædetræk, der sættes i bevægelse ved mekanisk kraft eller vandtryk.

### Skyllesluser
Skyllesluser tjener til at adskille et skyllebassin fra det havneløb, der skal skylles; den kan bygges som reguleringssluse, men indrettes dog hyppigst således, at slusens lukke kan åbnes pludselig, hvad der er af betydning, da skylningens varighed ofte er forholdsvis kort. Lukket er i så fald en såkaldt skylleport, en tofløjet port af træ eller jern, drejelig om en lodret, lidt ved siden af portmidten anbragt akse, således at de to fløje bliver ulige brede. Porten holdes lukket, dels ved at den brede fløj støtter mod et lodret anslag i den ene sidemur, dels ved at den smalle fløj støtter mod en ved den anden sidemur anbragt tilholder, som ved drejning kan stilles således, at den enten understøtter porten eller tillader denne at åbne sig. I den brede fløj findes en med stigbord eller lille drejeport forsynet åbning af en sådan størrelse, at den brede portfløjs areal, når åbningen frigøres, kun udgør 5/7 af den smalle portfløjs. Skal skyllebassinet fyldes, frigøres porten ved drejning af tilholderen, og idet vandet stiger uden for slusen, åbnes porten, idet den brede fløj drejer sig ind mod skyllebassinet. Når dette er fyldt, og vandet begynder at falde, lukkes skylleporten, og tilholderen drejes for og holdes i denne stilling, indtil lavvande indtræder, og skylningen skal foretages. Porten åbnes da, efter at tilholderen atter drejes fra, ved, at den i den brede fløj værende åbning frigøres, hvorved vandtrykket vil bevirke portens pludselige åbning.

### Skibsfartssluser
Skibsfartssluser tjener til at bringe skibe fra et niveau til et andet; de benyttes meget, hovedsagelig ved kanaler og kanaliserede vandløb, men også af og til ved dokbassiner, som man ønsker at kunne besejle under ebben med mindre dybtgående skibe. Fælles for de forskellige typer af skibsfartssluser er, at skibet bringes fra et niveau til et andet, idet det svømmer i en begrænset vandmasse, hvis vandspejl forandres fra det ene niveau til det andet. De nødvendige manipulationer kan udføres på en af 2 måder: enten ved at skibet føres ind i et ved lukker afspærret bassin, kammeret, hvis vandspejl bringes til at variere fra det ene niveau til det andet (kammersluser), eller ved at skibet føres ind i et kammer, hvis vandspejl bringes fra det ene niveau til det andet, ved at selve kammeret løftes eller sænkes et passende stykke (trugsluser).
Kammersluser er de ældste sluser. De antages at være opfundne i 14. århundrede rimeligvis i Holland. De består, i hovedsagen af slusekammeret, stort nok til at optage eet eller flere skibe. Kammeret er ved hver ende forsynet med et "hoved", det øvre ved den mod det høje niveau og det nedre ved den mod det lave niveau vendende ende af kammeret; i disse hoveder findes slusens lukker, det øvre og det nedre, anbragte. Skibenes gennemslusning foregår ved, at man først ved indledning eller afledning af vand bringer vandstanden i kammeret i samme niveau som det, hvori skibet befinder sig, hvor efter det tilsvarende lukke åbnes, og skibet føres ind i kammeret; derefter lukkes for dette, og nu bringes ved afledning eller indledning af vand kammerets vandspejl i højde med det andet niveau, hvor efter det andet lukke åbnes og skibet sejler ud af slusen. Ind- og afledning af vand sker ved passende manøvrering af stigbord, ventiler eller lignende, anbragte enten i åbninger i slusens lukker eller i særlige kanaler (omløbskanaler) anbragte i slusens sidemure eller i bunden af slusen. Er højdeforskellen mellem de to vandspejl, mellem hvilke kammerslusen er anbragt, stor, benævnes slusen skaktsluse, idet kammeret da kommer til at minde om en stor skakt.
Kammerslusernes lukker er hyppigst stemmeporte, sjældnere skydeporte, og endnu sjældnere klapporte, porte, som drejer sig om en ved slusebunden liggende vandret akse, og som lukkes ved at løftes op med anslag, anbragte i hovedets sidemur, mens de åbnes ved at nedlægges på bunden. Den del af hovedet, hvori portene findes, kaldes portkammeret; de nicher, hvori de føres ind ved åbningen, kaldes portnicher. Portene manøvreres ved håndkraft for de mindre portes vedkommende og ved mekanisk kraft (elektricitet eller vandkraft) for de større portes vedkommende.
Trugsluser består af et kammer (trug) af jern, lukket ved begge ender, enten ved et par stemmeporte eller ved løfteporte, porte, der nærmest kan betegnes som store stigbord, idet de lige som disse åbnes ved at forskydes i lodret retning langs et par ved slusens ende anbragte stativer. Kammerets bevægelse fra det ene niveau til det andet kan enten ske, ved at det løftes, henh. sænkes, i lodret retning (løfteværk), eller ved at det bevæges op ad, henholdsvis ned ad, et skråplan (Skibsjernbane). Trugsluser egner sig særlig til anvendelse på steder, hvor forskellen mellem de to niveauer, mellem hvilke skibet skal bevæges, er stor.
Løfteværk: Kammeret hviler enten på hydrauliske presser, eller det bæres af søjler, anbragte oven på hule svømmere af jern, som er i stand til svømmende at bevæge sig op eller ned i store vandfyldte brønde, anbragte under kammeret, hvorved dettes vægt modvirkes af den på svømmerne virkende opdrift. Styringen af kammeret sker ved, at det er forsynet med sideruller, som bevæger sig mod skinner, anbragte på et uden om løfteværket bygget jernstillads af gitterkonstruktion. Kammerets bevægelse iværksættes i reglen ved, at der sørges for, at der findes noget mere vand i dette under nedgangen end under opgangen, hvilket let kan opnås ved, at kammeret såvel under op- som under nedgangen stoppes op, lidt før dets vandspejl er kommet i højde med det tilsvarende niveau, og man må da, før skibet kan bringes ind i eller ud af kammeret, enten indlede eller henholdsvis aflede vand, før kammerets lukke og et tilsvarende anbragt som afslutning af det vandareal, med hvilket kammeret skal sættes i forbindelse, kan åbnes. Reguleringen af kammerets bevægelse sker ved 4 kæder eller ved 4 lodrette styreskruer, een ved hver af kammerets 4 hjørner, og som, idet de følges ad, når de bevæges, bevirker, at kammerets 4 hjerner følges ad.